# Vanroyenella plumosa
Vanroyenella plumosa là một loài thực vật có hoa trong họ Podostemaceae. Loài này được Novelo & C. Philbrick miêu tả khoa học đầu tiên năm 1993.